# Pittsburgh Penguins
Los Pittsburgh Penguins (en español, Pingüinos de Pittsburgh) son un equipo profesional de hockey sobre hielo de los Estados Unidos con sede en Pittsburgh, Pensilvania. Compiten en la División Metropolitana de la Conferencia Este de la National Hockey League (NHL) y disputan sus partidos como locales en el PPG Paints Arena.
El club fue fundado en 1967 como una de las seis primeras franquicias de expansión de la NHL después de la era Original Six, y no ganó un título hasta la temporada 1990/91, cuando una plantilla liderada por el jugador Mario Lemieux y otros como Jaromir Jagr o Paul Coffey llevó a Pittsburgh a su primera Stanley Cup de la historia. Penguins renovó su campeonato nacional en 1991/92, y durante la década de 1990 se convirtió en una de las potencias del hockey sobre hielo en Estados Unidos.
A comienzos de los años 2000 el equipo atravesó una grave crisis económica que amenazó su continuidad en Pittsburgh. Para salir de esa situación, el equipo fue comprado por un grupo de inversores locales liderado por Lemieux, que se convirtió en el primer jugador-propietario de una franquicia en la historia de la NHL. Pittsburgh Penguins ganó una tercera Stanley Cup en la temporada 2008/09, bajo el liderazgo del jugador Sidney Crosby.

## Historia

### Creación de la franquicia
Antes de que se fundaran los Penguins, la ciudad de Pittsburgh ya había tenido una franquicia en la máxima competición de hockey sobre hielo en Norteamérica, la National Hockey League: Pittsburgh Pirates, que estuvo presente en la competición desde 1925 hasta 1930, cuando fue trasladada a Filadelfia. A su vez, la localidad contaba desde 1936 con un club en la American Hockey League (AHL) llamado Pittsburgh Hornets, que funcionaba como afiliado de Detroit Red Wings. La tradición del hockey en Pittsburgh llevó al senador Jack McGregor a proponer en 1965 que la ciudad alojara una franquicia en la NHL, que en esos años estudiaba una expansión de seis a 12 equipos.
La propuesta para conseguir un equipo de hockey en la máxima competición estuvo liderada por un grupo de inversores locales. Entre ellos se encontraban Henry John Heinz III, hijo del presidente de H. J. Heinz; Art Rooney, propietario del equipo de fútbol americano Pittsburgh Steelers, y Richard Mellon Scaife, empresario de medios de comunicación. La oferta contó también con el apoyo explícito de los hermanos James y Bruce Norris, propietarios de Chicago Blackhawks y Detroit Red Wings respectivamente.
Finalmente, la NHL otorgó una franquicia de expansión a Pittsburgh a partir de la temporada 1967/68. El nuevo equipo tenía que pagar una suscripción de 2.5 millones de dólares y un extra de 750.000 dólares para su puesta en marcha. Además, los propietarios asumieron la reforma del estadio Civic Arena, que amplió su capacidad hasta los 12.500 espectadores, y pagaron una compensación a Detroit por la desaparición de Pittsburgh Hornets. El nuevo equipo adoptó el nombre Pittsburgh Penguins -Pingüinos de Pittsburgh- inspirados en el apodo de su estadio, conocido entre los ciudadanos como The Igloo. El club adoptó el azul y blanco como sus colores, y su primer presidente fue Jack McGregor.

### Primeras temporadas (1968-1974)
El primer director general de Pittsburgh fue Jack Riley, cuya mayor experiencia en ese cargo fue al frente de Rochester Americans (AHL). En su primera temporada, el equipo tuvo que enfrentarse a una serie de restricciones destinadas a proteger a los seis principales clubes de la NHL -Original Six-, por lo que muchos de sus jugadores procedían de ligas inferiores o descartes. El primer partido de los Penguins se disputó el 11 de octubre de 1967 frente a Montreal Canadiens, y se saldó con una derrota por 1:2. Con un récord negativo de 27 victorias, 34 derrotas y 13 empates (27-34-13) el club no se clasificó para los playoff por el título.
La primera vez que Pittsburgh se clasificó para la fase final de la NHL fue en la temporada 1969/70, gracias a jugadores como el joven Michel Brière. En dichos playoff, el equipo de Pensilvania llegó hasta las semifinales de la Conferencia Este, donde cayó frente a Saint Louis Blues. Sin embargo, su jugador estrella Brière falleció el 15 de mayo en un accidente de tráfico, lo que complicó los planes deportivos de Pittsburgh y afectó a la moral de jugadores y cuerpo técnico. El equipo retiró su dorsal 21 en su honor.
En las siguientes temporadas el club reunió una serie de jugadores prometedores liderados por el atacante Lowell MacDonald, que en la temporada 1972/73 ganó el Trofeo Bill Masterton, primer título individual en la historia de la franquicia. Pittsburgh estuvo presente en los playoff de la temporada 1971/72, pero una serie de malos resultados en las siguientes campañas motivó el cese de Jack Riley como director general, siendo sustituido por Jack Button. Con la dirección del nuevo técnico, los Penguins estuvieron presentes en la fase final desde la temporada 1974/75 hasta 1976/77.

### Cambio de propietarios (1975-1983)
A comienzos de 1975, Pittsburgh Penguins atravesaba graves problemas económicos por las deudas acumuladas para poner en marcha la franquicia. Los acreedores forzaron la bancarrota de la entidad, y comenzaron los rumores sobre un posible traslado a Denver por parte de la NHL. Sin embargo, el equipo fue comprado por un grupo de inversores liderado por el exdirector general de Minnesota North Stars, Wren Blair, que se hizo cargo del club.
Otro cambio destacado en la franquicia tuvo que ver con la equipación, ya que se adoptaron el negro, amarillo y blanco como los colores identificativos del club, actualmente en uso. El equipo esgrimió como razón el hecho de que los otros equipos de la ciudad, Pittsburgh Pirates (béisbol) y Pittsburgh Steelers (fútbol americano), vistieran esos mismos colores, que a su vez formaban parte de la bandera de la ciudad.
Durante las siguientes campañas, la franquicia mejoró sus resultados deportivos al tiempo que buscaba una solución a su crisis económica, por lo que en 1977 llegó un nuevo propietario, Edward J. DeBartolo, Sr. El equipo apostó por un juego de ataque total liderado por Syl Apps Jr., Lowell MacDonald y Jean Pronovost, que le permitió clasificarse para los playoff cuatro temporadas consecutivas (1978/79 a 1981/82). Sin embargo, la buena calidad del ataque no se vio compensada con una sólida defensa, por lo que Pittsburgh no consiguió superar las semifinales de la fase final en ninguno de sus intentos.

### Crisis deportiva y fichaje de Lemieux (1983-1988)

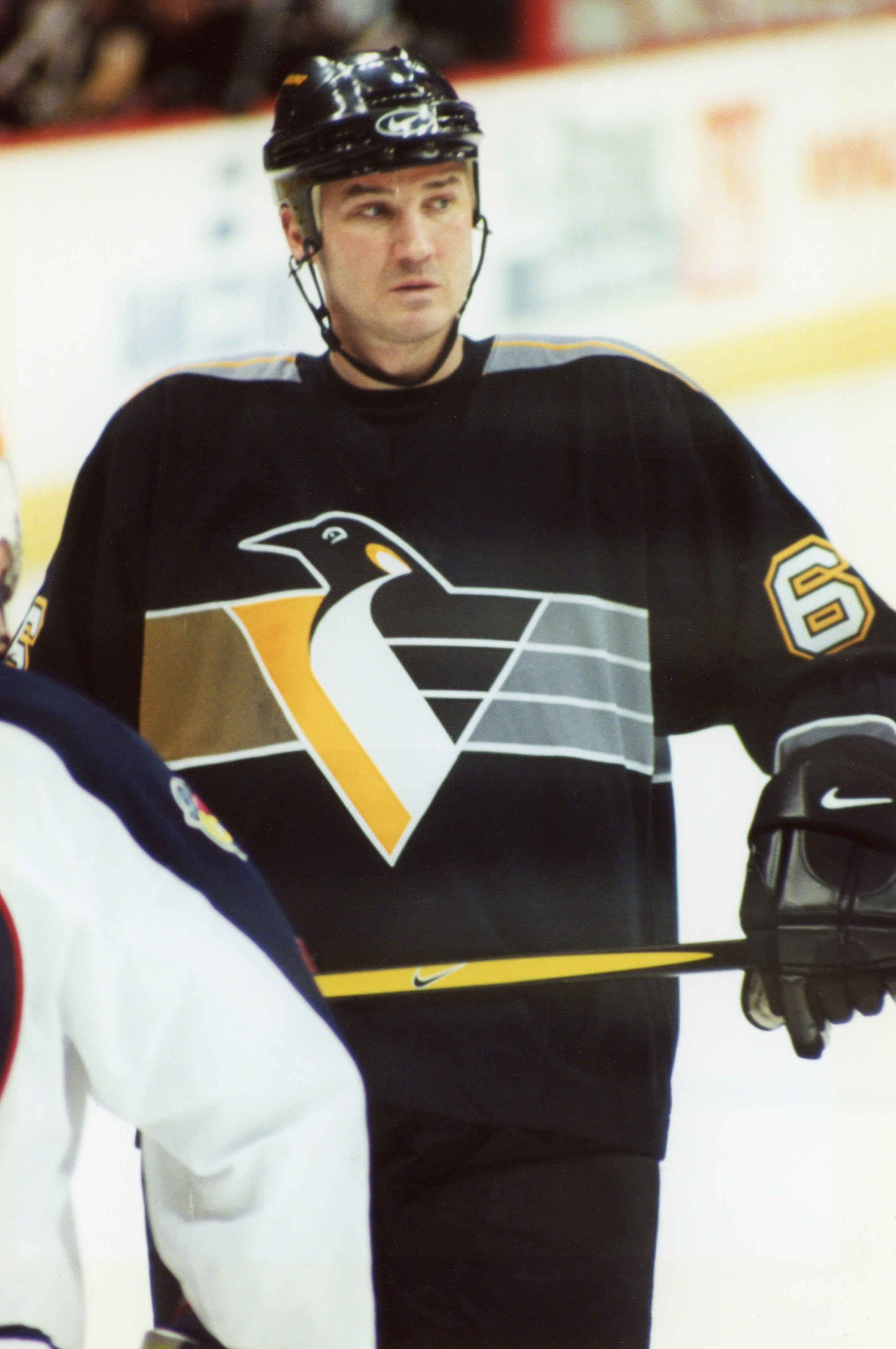
Mario Lemieux fue primera elección del draft de 1984. En esta imagen lleva el escudo de la franquicia desde 1992 hasta 2001.

Durante los años 1980 la franquicia de Pittsburgh vuelve a vivir una grave crisis económica, que afectó seriamente al proyecto deportivo. La venta de sus mejores jugadores para paliar su deuda diezmó la plantilla, y los Penguins finalizaron las temporadas 1982/83 y 1983/84 con el peor récord de los 21 clubes participantes en la NHL. Al término de la temporada de 1983 la asistencia al estadio cayó de forma notable, y los directivos de la franquicia estudiaron ofertas para un posible traslado a otra ciudad.
Sin embargo, Pittsburgh Penguins vio una posibilidad de mejorar sus resultados en la elección del Draft de 1984. El equipo, que tenía primera elección al haber terminado en última posición en la temporada 1983/84, escogió a la joven promesa canadiense Mario Lemieux, procedente de Laval Voisins. Lemieux era pretendido por casi todos los equipos desde hace varios meses, después de que consiguiera 133 goles y 149 asistencias en sólo una temporada en la liga de hockey de Quebec. En ese sentido el entrenador de Pittsburgh ese año, Lou Angotti, reconoció que había instado a sus jugadores a que perdieran partidos a final de temporada para mantener el récord negativo, y poder así ser primeros en el Draft de 1984 para elegir a Lemieux.
La elección de Lemieux fue vital para que los propietarios de Pittsburgh Penguins no trasladasen la franquicia a otra ciudad. La directiva comenzó a contratar jóvenes promesas para formar un conjunto competitivo a largo plazo como Kevin Stevens o John Cullen, y fichó en 1987 al defensa de Edmonton Oilers Paul Coffey. Además, Lemieux se convirtió en el capitán en 1987. Pese a todo, la fuerte competitividad en la División Patrick, donde Pittsburgh estaba encuadrado, impidió que el club alcanzara los playoff hasta finales de los años 1980.

### Dos Copas Stanley (1989-1992)
Después de varias temporadas a las puertas de la fase final, Pittsburgh certificó su clasificación en la temporada 1988/89, llegando hasta las semifinales. En la siguiente campaña el equipo se resintió por la lesión de Mario Lemieux, una hernia discal que le hizo perderse varios encuentros. Sin más referencias en el ataque, los Penguins volvieron a quedarse fuera de unos playoff.
A partir de ese año, Pittsburgh afrontó una de las mejores épocas deportivas de su historia. En el Draft de 1990 Pittsburgh seleccionó como su primera elección a Jaromir Jagr, promesa procedente de Checoslovaquia que más tarde se convertiría en uno de los mayores goleadores de la franquicia. Entrenados por Bob Johnson, con la labor destacada del jugador Mark Recchi como máximo anotador -40 goles y 73 asistencias- y una buena asociación entre Jagr y Lemieux en el ataque, Pittsburgh se clasificó para los playoff como campeón de División y de la Conferencia Este. El club de Pensilvania derrotó en las eliminatorias a New Jersey, Washington y Boston para ganar en la final a Minnesota North Stars por 4 partidos a 2. De este modo, Pittsburgh ganó la Stanley Cup por primera vez en toda su historia. Después de su victoria, los Penguins también se convirtieron en el primer equipo recibido por el presidente de los Estados Unidos -en aquella época, George H. W. Bush- en la Casa Blanca.
Pittsburgh comenzó la temporada 1991/92 con un nuevo propietario -Howard Baldwin- y la mala noticia del fallecimiento de su entrenador Bob Johnson de cáncer, por lo que su ayudante Scotty Bowman se convirtió en el nuevo técnico. En aquella campaña destacaron Mario Lemieux -44 goles y 87 asistencias- junto al atacante Kevin Stevens -54 goles y 69 asistencias-, que contribuyeron a una nueva clasificación para playoff en tercera posición de su división. Aunque no partían como campeones de División, Pittsburgh volvió a batir a todos sus rivales en las eliminatorias y revalidó su Stanley Cup frente a Chicago Blackhawks.

### Dominio en la Conferencia Este (1993-2000)

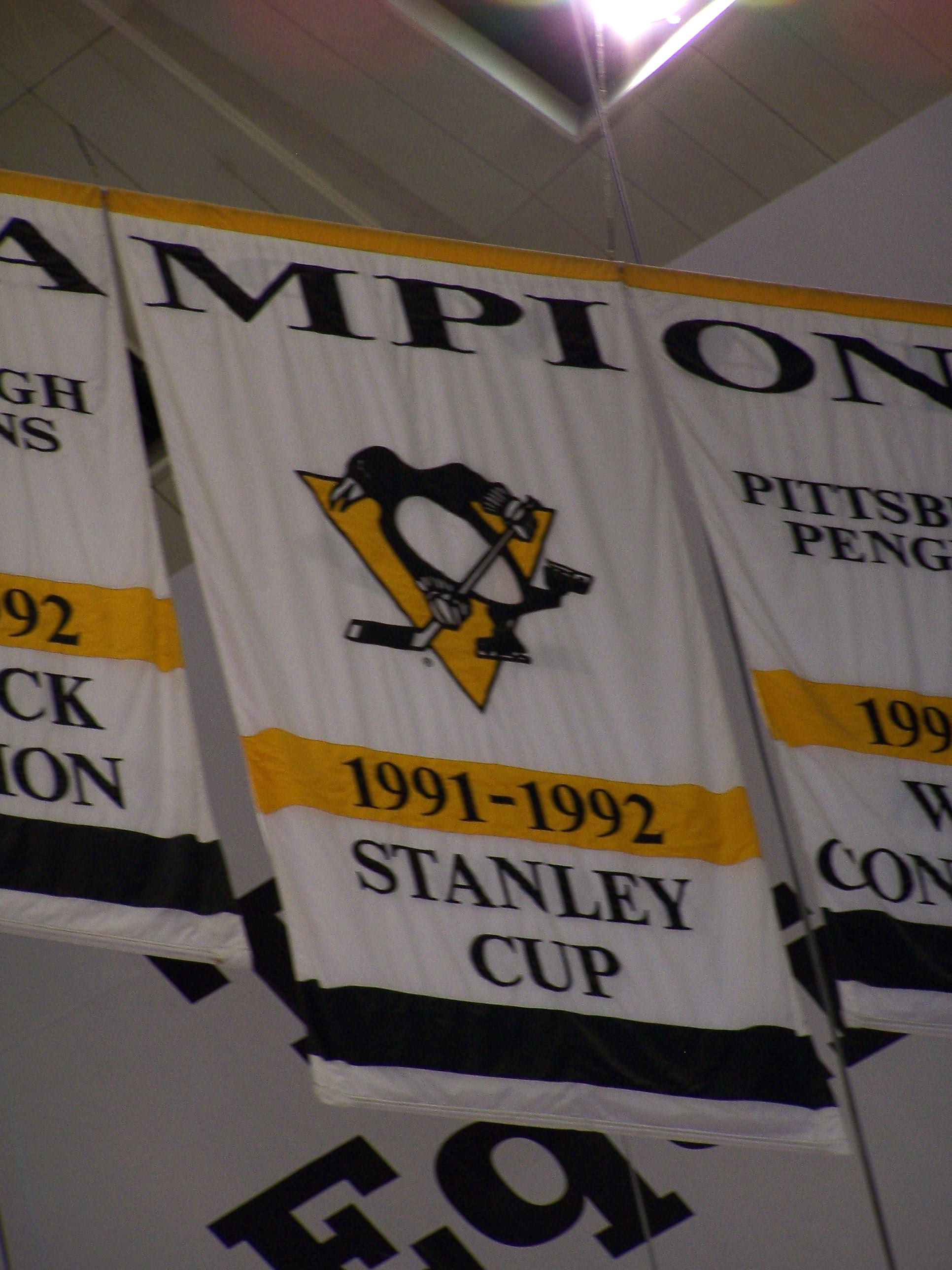
Pendón que conmemora la segunda Stanley Cup obtenida en 1991/92.

Aunque la temporada 1992/93 comenzó de forma positiva para Pittsburgh, el equipo recibió una mala noticia después de que a su estrella Mario Lemieux le fuera diagnosticado un linfoma maligno, la enfermedad de Hodgkin. Lemieux anunció su retirada provisional para someterse a quimioterapia, y al final de la fase regular regresó a la competición profesional, consiguiendo el Trofeo Art Ross como máximo anotador -69 goles y 91 asistencias- a pesar de haberse perdido 24 partidos por su enfermedad. Pese a las dificultades, los Penguins ganaron el Trofeo de los Presidentes como mejor equipo de la temporada regular, gracias a la buena labor de jugadores como Lemieux, Jaromir Jagr y el portero Tom Barrasso. En los playoffs, el club fue eliminado en la segunda ronda por New York Islanders.
Con el paso de la década, Pittsburgh se consolidó como uno de los equipos más fuertes de la NHL. El equipo de Pensilvania acertó con las contrataciones de jugadores europeos como Alexei Kovalev, Martin Straka y Sergei Zubov entre otros. En 1997 Mario Lemieux anunció una nueva retirada provisional del hockey sobre hielo por las continuas lesiones que sufría. Aun así, el equipo continuó una senda de victorias con Jaromir Jagr como capitán. Los Penguins lograron desde su último campeonato tres títulos de División (1993/94, 1995/96 y 1997/98), así como la clasificación a la postemporada en ocho temporadas consecutivas, destacándose su participación en las finales de conferencia en 1996.

### Suspensión de pagos: Lemieux compra el club (2001-2005)
A finales de los años 1990, Pittsburgh Penguins volvió a sufrir problemas económicos por el fuerte gasto en salarios y contrataciones realizado en anteriores campañas, y algunos jugadores dejaron de cobrar sus nóminas. En 1998 los dueños de la franquicia, Howard Baldwin y Morris Belzberg, instaron a los jugadores a reducir sus salarios y perdonar parte de la deuda contraída. Sin embargo, los propietarios no alcanzaron un acuerdo y el equipo entró en suspensión de pagos en noviembre de ese año. Baldwin y Belzberg se marcharon de un equipo con deudas superiores a los 90 millones de dólares.
La NHL comenzó a estudiar ofertas para vender la franquicia e incluso trasladarla a otra ciudad, cuando en los últimos minutos Mario Lemieux, estandarte del equipo y máximo acreedor del club, aceptó perdonar la deuda -estimada en 30 millones de dólares- a cambio de acciones para comprar el club y convertirse en su propietario. Junto a Lemieux se formó un grupo de inversores que contaba entre sus filas con Ronald Burkle, empresario de supermercados, para avalar la adquisición. Desde 2001 hasta 2006 Lemieux regresó al hockey sobre hielo como jugador, convirtiéndose en el primer jugador-propietario en la historia de la NHL.
Para evitar la bancarrota los nuevos propietarios tuvieron que emprender una dura reducción de costes, por lo que vendieron en 2001 a su jugador estrella, Jaromir Jagr, a Washington Capitals. La ausencia de Jagr diezmó sensiblemente al equipo, que no consiguió clasificarse para playoff en la temporada 2001/02 e inició una racha de malos resultados deportivos, con un récord negativo de sólo 23 victorias en la temporada 2003/04. Durante ese tiempo se saneó la economía del club y se consiguieron buenas contrataciones en el draft como el portero Marc-André Fleury o el atacante Evgeni Malkin, que sirvieron para configurar una plantilla competitiva a largo plazo.

### Era Crosby y tercera Stanley Cup (2006 a 2015)

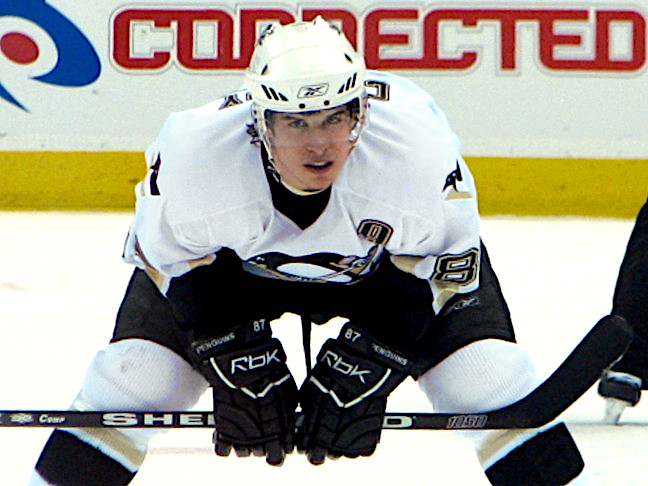
Sidney Crosby, capitán desde 2007.

Aunque los nuevos propietarios de la franquicia habían saneado la economía del club, los malos resultados de Pittsburgh en las últimas temporadas acrecentaron los rumores sobre un posible traslado. Mario Lemieux estudió la venta del equipo a grupos inversores de Kansas City, Hamilton (Ontario) y Oklahoma City si no se alcanzaba un acuerdo para la construcción de un nuevo estadio, aunque más tarde anunció su compromiso para mantener la franquicia en la ciudad. Finalmente, el gobernador de Pensilvania Ed Rendell y los propietarios firmaron un acuerdo para la construcción de un nuevo estadio, que se inauguró en 2010.
Al término de la huelga de la NHL en la temporada 2004/05, que paralizó por completo el campeonato de hockey sobre hielo, Pittsburgh se reforzó en el draft con el canadiense Sidney Crosby. El joven jugador lideró un equipo formado por otras promesas como Fleury o Malkin, y Pittsburgh consiguió de nuevo clasificarse para los playoff en la campaña 2006/07. En la temporada 2007/08, el equipo solventó la ausencia por lesión de Crosby y Fleury con Malkin y el portero reserva Ty Conklin, y se reforzó a mediados de la misma con Marian Hossa, Hal Gill y Pascal Dupuis. El equipo logró el Campeonato de Conferencia y llegó hasta la final de la Stanley Cup de 2008, donde cayó ante Detroit Red Wings.
En la temporada 2008/09, los Penguins terminaron en cuarta posición de su División al término de la temporada regular, con un récord de anotación de Evgeni Malkin -35 goles y 78 asistencias- y Sidney Crosby -33 goles y 70 asistencias-. En los playoff por el título la franquicia derrotó a Ottawa Senators, New York Rangers y Philadelphia Flyers, llegando hasta su segunda final consecutiva ante Detroit Red Wings. Pittsburgh derrotó en esta ocasión a Detroit en el sexto partido de la final en el estadio de los Red Wings, y ganó así su tercer título de liga. Un año después no pudo revalidar su título, al perder frente a Montreal Canadiens en semifinales de conferencia.
En la temporada 2012-13 el equipo regreso al protagonismo ganando su complicada división y quedando el primer lugar de su conferencia en el término de la temporada regular destacando Sidney Crosby en puntos y asistencias y Chris Kunitz liderando en goles. En los Playoffs, vencieron en primera ronda a los New York Islanders en seis juegos antes que ellos eliminaron a Ottawa Senators en una serie de cinco juegos. El único envite de Penguins para llegar a las finales de Stanley Cup eran los Boston Bruins siendo favorito los penguins, pero los Bruins sorprendieron al ganarle la serie a los Penguins 4-0.
En la temporada 2013–14, los Penguins fueron traslados a la División Metropolitana. En esta temporada, el equipo ganó su octavo título divisional. Sin embargo, el equipo luchó en los Playoffs; los Penguins necesitaron seis partidos para derrotar los Columbus Blue Jackets en la primera ronda, pero perdieron a los New York Rangers en la segunda ronda en siete partidos.
Durante la temporada 2014–15, el equipo lideró su división por la primera mitad de la temporada regular. Debido a numerosas lesiones, los Penguins cayeron a la cuarta posición en su división. A pesar de las lesiones, el equipo reclamó la última posición en los Playoffs en el último día de la temporada regular. Sin embargo, los Penguins perdieron en la primera ronda a los Rangers en cinco partidos.

### Cuarta Stanley Cup (2015–16)
En los primeros 28 partidos de la temporada 2015–16, los Penguins ganó solo 15 partidos. Como resultado, el director técnico Mike Johnston fue reemplazado por Mike Sullivan, quien fue el entrenador de los Wilkes Barre/Scranton Penguins. Este movimiento dio sus frutos, ya que el equipo terminó la temporada regular con 104 puntos (en la segunda posición en su división).
En la primera ronda de los Playoffs, el equipo derrotó los Rangers en cinco partidos. En la segunda ronda, los Penguins derrotó los Washington Capitals en seis partidos. Sin embargo, el equipo necesitó siete partidos para derrotar la Tampa Bay Lightning en la final de la Conferencia Este y avanzar a la final contra los San Jose Sharks.
En la final, los Penguins ganó los primeros dos partidos de la serie contra los Sharks. Sin embargo, los Sharks ganó dos de los tres próximas partidos para extender la serie a seis partidos. En el sexto partido, Kris Letang metió el gol que ayudaría al equipo ganar su cuarto Stanley Cup.

## Escudo y equipación

### Escudo

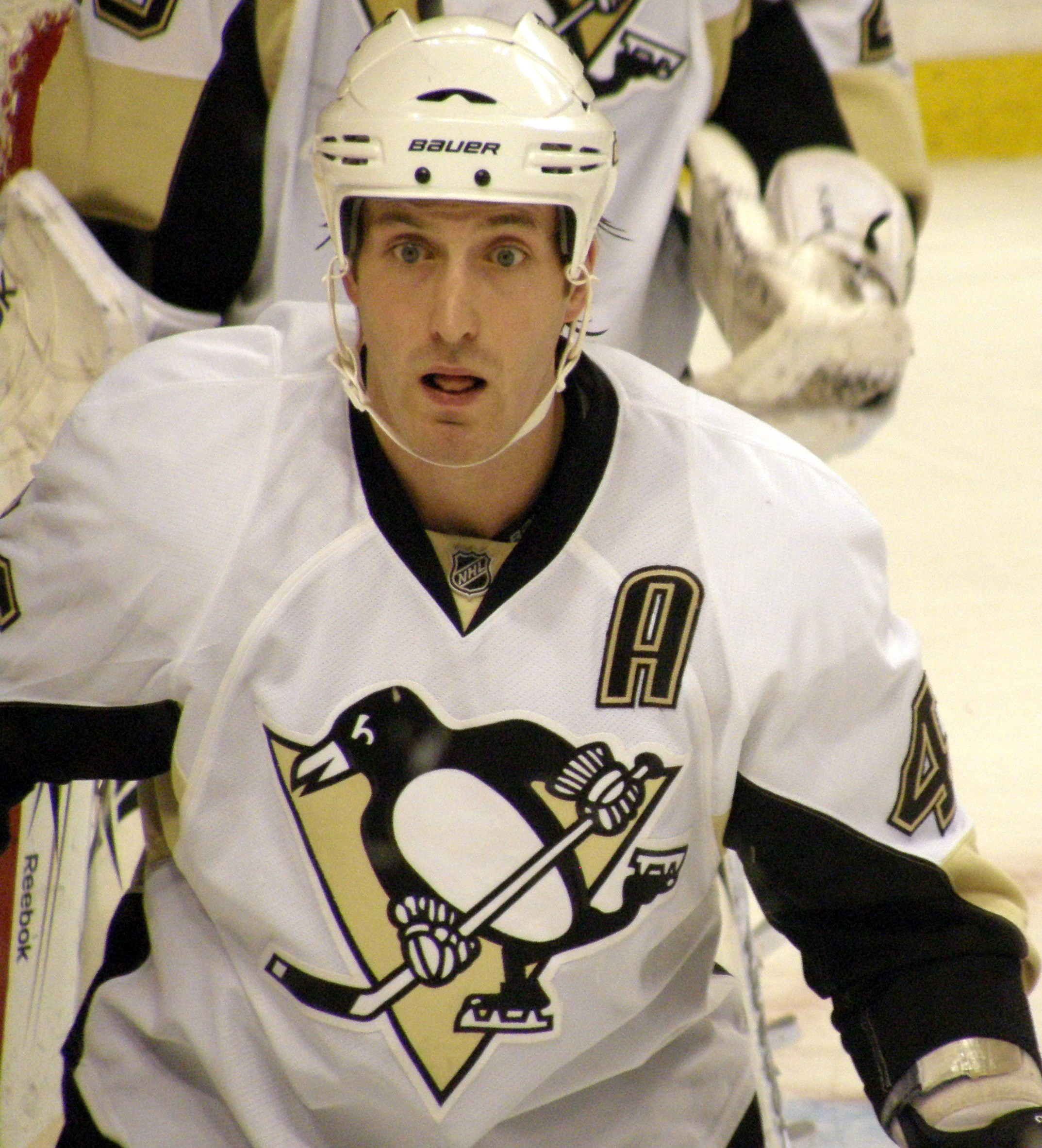
Brooks Orpik, con la equipación de Pittsburgh.

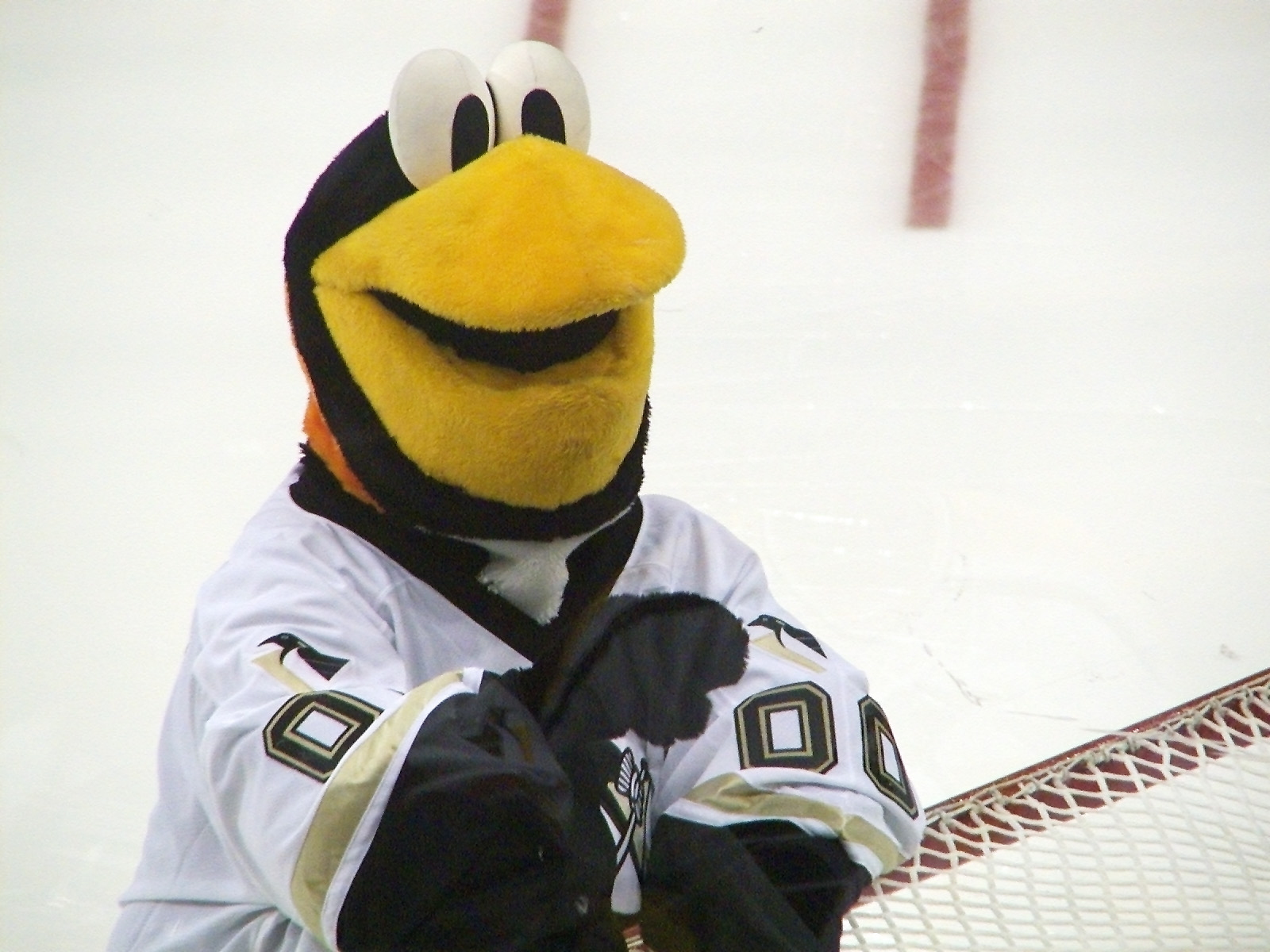
Iceburgh, mascota de los Penguins.

El escudo de Pittsburgh Penguins consiste en un pingüino negro de aspecto fuerte, controlando un stick de hockey sobre hielo. Como fondo cuenta con un triángulo dorado boca abajo que representa al Triángulo Dorado, el distrito financiero de Pittsburgh.
A lo largo de su historia, la franquicia ha tenido múltiples logotipos. El primero de ellos ya recogía un "pingüino patinador" con bufanda y aspecto amistoso sobre el triángulo dorado, que se encontraban dentro de un círculo con el nombre del equipo. El primer director general del equipo, Jack Riley, consideraba que el escudo no infundía respeto, por lo que la directiva tuvo que hacer modificaciones en 1968 para dar al pingüino un aspecto más agresivo, quitándole la bufanda y rediseñando al animal. El escudo aguantó cuatro años, hasta que en 1972 se eliminó el círculo con el nombre del equipo para mantener sólo el triángulo y el pingüino.
Cuando Pittsburgh ganó su segunda Stanley Cup, los nuevos propietarios del equipo, Howard Baldwin y Morris Belzberg, prepararon un resideño de la imagen para la temporada 1992/93. El nuevo logotipo rediseñado fusionaba el pingüino con el triángulo, y por su aspecto fue apodado como "pingüino volador". Este escudo permaneció desde 1992 hasta 2001, cuando el exjugador y propietario Mario Lemieux anunció que recuperaría el "pingüino patinador" como logotipo tradicional de Pittsburgh Penguins.

### Equipación
- Uniforme como local: Camiseta negra, pantalón negro.
- Uniforme como visitante: Camiseta blanca, pantalón negro.
- Uniforme alternativo: Camiseta azul cielo, pantalón azul marino.

La equipación actual muestra el escudo del pingüino, con un dominio de los colores negro, blanco y dorado, mientras que la equipación alternativa en azul -usada en pocos partidos- es un homenaje a la primera equipación que tuvo el equipo, y cuenta con el escudo antiguo usado entre 1968 y 1972. Cada camiseta cuenta con el nombre del jugador desde 1970, y está fabricada por Reebok al igual que las del resto de clubes de la NHL.
En sus primeros años de historia, Pittsburgh vistió una equipación de color azul claro. En su temporada de debut, Jack Riley se negó a que sus jugadores portaran el escudo del equipo, por lo que figuró la leyenda 'Pittsburgh' con letras mayúsculas en diagonal. A partir de 1968 se introdujo el escudo y las camisetas continuaron siendo azules.
En 1977 los propietarios aprueban cambiar los colores del equipo por el negro, amarillo y blanco, que utilizaban los otros dos grandes equipos de la ciudad: Pittsburgh Pirates (béisbol) y Pittsburgh Steelers (fútbol americano). La camiseta era negra para los partidos en casa y blanca para los encuentros como visitante. Además, fue uno de los primeros equipos con una equipación alternativa, al usar una camiseta amarilla sólo los domingos. El equipo consiguió sus dos primeras Copas Stanley bajo esos colores.
Con el rediseño del escudo en 1992, los Penguins modificaron su equipación. Sin embargo, la recuperación del logotipo original en 2001 provocó una vuelta a las equipaciones originales de 1977, con el cambio del amarillo al dorado como modificación más destacable. El escudo de 1992 permaneció en la tercera equipación hasta el año 2006, cuando se introdujo la nueva de color azul cielo.

## Estadio
Desde 2010, Pittsburgh Penguins juega todos sus partidos como local en el estadio PPG Paints Arena, con capacidad para 19.000 espectadores. El nuevo recinto es multiusos y está diseñado por el estudio Populous, responsables del Nuevo Wembley en Londres o el Estádio da Luz en Lisboa entre otros estadios.
Los planes de construir un nuevo estadio comenzaron cuando Mario Lemieux se hizo con el control del equipo. El nuevo recinto era una de las condiciones para mantener la franquicia en Pittsburgh, ya que durante las negociaciones se contempló la posibilidad de un traslado a Kansas City o Las Vegas si no se alcanzaba un acuerdo con el Gobierno de Pensilvania. Finalmente, ambas partes sellaron un acuerdo en 2007, por el que la franquicia pagaría 3,9 millones de dólares al año durante la construcción. El coste final fue de 321 millones de dólares, sufragados a través de fondos privados, acuerdos de leasing y patrocinios.
El anterior estadio del equipo fue Mellon Arena, que podía albergar hasta 17.000 espectadores. Fue el campo de los Pittsburgh Penguins desde la temporada 1967/68 hasta 2009/10, y era apodado por los ciudadanos como The Igloo (el iglú) por su singular forma. Cuando fue inaugurado en 1957 era el primer estadio multiusos con techo retráctil.

## Jugadores

### Plantilla (Temporada 2025/26)

#### Porteros
| Dorsal |                      | Nombre         | Mano      | Desde | Lugar de nacimiento        |
| ------ | -------------------- | -------------- | --------- | ----- | -------------------------- |
| 30     | Bandera de Finlandia | Joel Blomqvist | Izquierda | 2020  | Nykarleby, Finlandia       |
| 31     | Bandera de Suecia    | Filip Larsson  | Izquierda | 2024  | Estocolmo, Suecia          |
| 35     | Bandera de Canadá    | Tristan Jarry  | Izquierda | 2013  | Surrey, Columbia Británica |
| 37     | Bandera de Letonia   | Artūrs Šilovs  | Izquierda | 2025  | Riga, Letonia              |

#### Defensas
| Dorsal |                           | Nombre                     | Tiro      | Desde | Lugar de nacimiento         |
| ------ | ------------------------- | -------------------------- | --------- | ----- | --------------------------- |
| 3      | Bandera de Estados Unidos | Jack St. Ivany             | Derecha   | 2022  | Manhattan Beach, California |
| 5      | Bandera de Estados Unidos | Ryan Shea                  | Izquierda | 2023  | Milton, Massachusetts       |
| 24     | Bandera de Canadá         | Mathew Dumba               | Derecha   | 2025  | Regina, Saskatchewan        |
| 25     | Bandera de Suecia         | Sebastian Aho              | Izquierda | 2024  | Umeå, Suecia                |
| 27     | Bandera de Canadá         | Ryan Graves                | Izquierda | 2023  | Yarmouth, Nueva Escocia     |
| 28     | Bandera de Canadá         | Parker Wotherspoon         | Izquierda | 2025  | Surrey, Columbia Británica  |
| 38     | Bandera de Canadá         | Owen Pickering             | Izquierda | 2022  | St. Adolphe, Manitoba       |
| 52     | Bandera de Estados Unidos | Philip Kemp                | Derecha   | 2025  | Greenwich, Connecticut      |
| 56     | Bandera de Rusia          | Alexander Alexeyev         | Izquierda | 2025  | San Petersburgo, Rusia      |
| 58     | Bandera de Canadá         | Kris Letang (Alt. capitán) | Derecha   | 2005  | Montreal, Quebec            |
| 65     | Bandera de Suecia         | Erik Karlsson              | Derecha   | 2023  | Landsbro, Suecia            |
| 75     | Bandera de Estados Unidos | Connor Clifton             | Derecha   | 2025  | Long Branch, Nueva Jersey   |
| 82     | Bandera de Estados Unidos | Caleb Jones                | Izquierda | 2025  | Arlington, Texas            |

#### Atacantes
| Dorsal |                           | Nombre                       | Tiro      | Posición                   | Desde | Lugar de nacimiento           |
| ------ | ------------------------- | ---------------------------- | --------- | -------------------------- | ----- | ----------------------------- |
| 2      | Bandera de Estados Unidos | Rutger McGroarty             | Izquierda | Centro / Extremo izquierdo | 2024  | Lincoln, Nebraska             |
| 11     | Bandera de Suecia         | Filip Hallander              | Izquierda | Centro                     | 2021  | Sundsvall, Suecia             |
| 13     | Bandera de Estados Unidos | Kevin Hayes                  | Izquierda | Extremo izquierdo          | 2024  | Boston, Massachusetts         |
| 14     | Bandera de Canadá         | Bokondji Imama               | Izquierda | Extremo izquierdo          | 2024  | Montreal, Quebec              |
| 15     | Bandera de Finlandia      | Joona Koppanen               | Izquierda | Extremo izquierdo          | 2023  | Tampere, Finlandia            |
| 16     | Bandera de Canadá         | Justin Brazeau               | Derecha   | Extremo derecho            | 2025  | New Liskeard, Ontario         |
| 17     | Bandera de Estados Unidos | Bryan Rust                   | Derecha   | Extremo derecho            | 2010  | Pontiac, Míchigan             |
| 18     | Bandera de Estados Unidos | Tommy Novak                  | Izquierda | Centro                     | 2025  | River Falls, Wisconsin        |
| 19     | Bandera de Canadá         | Connor Dewar                 | Izquierda | Centro                     | 2025  | The Pas, Manitoba             |
| 22     | Bandera de Canadá         | Sam Poulin                   | Izquierda | Extremo derecho            | 2019  | Blainville, Quebec            |
| 39     | Bandera de Canadá         | Anthony Mantha               | Izquierda | Extremo derecho            | 2025  | Longueuil, Quebec             |
| 41     | Bandera de Finlandia      | Ville Koivunen               | Izquierda | Extremo derecho            | 2024  | Oulu, Finlandia               |
| 43     | Bandera de Canadá         | Danton Heinen                | Izquierda | Extremo izquierdo          | 2025  | Langley, Columbia Británica   |
| 46     | Bandera de Estados Unidos | Blake Lizotte                | Izquierda | Centro                     | 2024  | Lindstrom, Minnesota          |
| 48     | Bandera de Finlandia      | Valtteri Puustinen           | Derecha   | Extremo derecho            | 2019  | Kuopio, Finlandia             |
| 49     | Bandera de Canadá         | Rafaël Harvey-Pinard         | Izquierda | Extremo izquierdo          | 2025  | Saguenay, Quebec              |
| 53     | Bandera de Canadá         | Philip Tomasino              | Derecha   | Centro                     | 2024  | Mississauga, Ontario          |
| 55     | Bandera de Estados Unidos | Noel Acciari                 | Derecha   | Centro / Extemo derecho    | 2023  | Johnston, Rhode Island        |
| 67     | Bandera de Suecia         | Rickard Rakell               | Derecha   | Extremo derecho            | 2022  | Sundbyberg, Suecia            |
| 71     | Bandera de Rusia          | Evgeni Malkin (Alt. capitán) | Izquierda | Centro                     | 2004  | Magnitogorsk, Cheliábinsk     |
| 81     | Bandera de Canadá         | Ben Kindel                   | Derecha   | Centro                     | 2025  | Coquitlam, Columbia Británica |
| 87     | Bandera de Canadá         | Sidney Crosby (Capitán)      | Izquierda | Centro                     | 2005  | Cole Harbour, Nueva Escocia   |

Actualizado a 28 de julio de 2025

### Capitanes
- Ab McDonald, 1967–68
- Sin capitán, 1968–73
- Ron Schock, 1973–77
- Jean Pronovost, 1977–78
- Orest Kindrachuk, 1978–81
- Randy Carlyle, 1981–84
- Mike Bullard, 1984–86
- Rosco Ruskowski, 1986–87
- Dan Frawley, 1987

- Mario Lemieux, 1987–94
- Sin capitán, 1994–95 (Huelga en la NHL)
- Ron Francis, 1995[31]
- Mario Lemieux, 1995–97
- Ron Francis, 1997–98
- Jaromír Jagr, 1998–2001
- Mario Lemieux, 2001–06
- Sin capitán, 2006–07
- Sidney Crosby, desde 2007

### Miembros del Salón de la Fama del Hockey
Los siguientes jugadores y miembros del equipo forman parte del Salón de la Fama del Hockey sobre hielo de Toronto (Canadá). Sólo aparecen aquellos que desarrollaron la mayor parte de su carrera en la franquicia.
| Año  | Nombre         | Relación |
| ---- | -------------- | --- |
| 1978 | Andy Bathgate  | Formó parte del primer equipo de Pittsburgh Penguins y fue el máximo anotador, con 20 goles y 39 asistencias.                       |
| 1991 | Scotty Bowman  | Fue el entrenador del equipo que ganó la Stanley Cup de la temporada 1991/92.                                                       |
| 1992 | Bob Johnson    | Fue el entrenador del equipo que ganó su primera Stanley Cup en la temporada 1990/91. Meses después falleció a causa de un cáncer.  |
| 1997 | Mario Lemieux  | Máximo anotador en la historia de Pittsburgh, capitán y actual propietario.                                                         |
| 1997 | Bryan Trottier | Histórico atacante de New York Islanders, formó parte de la plantilla de Pittsburgh que ganó la Stanley Cup en 1991 y 1992.         |
| 2000 | Joe Mullen     | Formó parte de la plantilla que ganó las dos primeras Copas Stanley y permaneció los últimos seis años de su carrera en Pittsburgh. |
| 2001 | Mike Lange     | Comentarista radiofónico, sigue a Pittsburgh desde 1975.                                                                            |
| 2001 | Craig Patrick  | Histórico director general desde 1990 hasta 2006, y entrenador en las temporadas 1989/90 y 1996/97.                                 |
| 2004 | Larry Murphy   | Formó parte de la plantilla que ganó las dos primeras Copas Stanley, destacó en la defensa del equipo.                              |
| 2004 | Paul Coffey    | Formó parte de la plantilla que ganó las dos primeras Copas Stanley, destacó en la defensa del equipo.                              |
| 2007 | Ron Francis    | Formó parte de la plantilla que ganó las dos primeras Copas Stanley. Ganó un Trofeo Frank J. Selke y tres Trofeos Lady Byng.        |

### Dorsales retirados
- 21: Michel Briere. Retirado el 5 de enero de 2001. Promesa de Pittsburgh en sus primeros años como franquicia, era atacante central. Falleció en un accidente de tráfico en 1971.
- 66: Mario Lemieux. Retirado el 27 de diciembre de 2000. Máximo anotador en la historia de Pittsburgh Penguins, con 690 goles y 1,033 asistencias en toda su carrera en el club. Campeón de dos Copas Stanley con Pittsburgh (1990-91 y 1991-92).
- 68: Jaromír Jágr. Retirado el 18 de febrero de 2024. Segundo mayor en número de puntos conseguidos en la historia de la NHL con 1,921 puntos. Campeón de dos Copas Stanley con Pittsburgh (1990-91 y 1991-92).

Además, está retirado el dorsal 99 en honor a Wayne Gretzky en todos los equipos de la NHL.

## Palmarés

### Equipo
- Stanley Cup: 5 (1990/91, 1991/92, 2008/09, 2015/16, 2016/17)
- Trofeo de los Presidentes: 1 (1992/93)
- Trofeo Príncipe de Gales: 4 (1990/91, 1991/92, 2007/08, 2008/09)
- Campeonato de División: 9 (1990/91, 1992/93, 1993/94, 1995/96, 1997/98, 2007/08, 2012/13, 2015/16, 2016/17)

### Individual
Trofeo Art Ross
- Mario Lemieux: 1987/88, 1988/89, 1991/92, 1992/93, 1995/96, 1996/97
- Jaromir Jagr: 1994/95, 1997/98, 1998/99, 1999/00, 2000/01
- Sidney Crosby: 2006/07
- Evgeni Malkin: 2008/09

Trofeo Bill Masterton
- Lowell MacDonald: 1972/73
- Mario Lemieux: 1992/93

Trofeo Calder
- Mario Lemieux: 1984/85
- Evgeni Malkin: 2006/07

Trofeo Conn Smythe
- Mario Lemieux: 1990/91, 1991/92
- Evgeni Malkin: 2008/09
- Sidney Crosby: 2015/16, 2016-2017

Trofeo Frank J. Selke
- Ron Francis: 1994/95

Trofeo Hart
- Mario Lemieux: 1987/88, 1992/93, 1995/96
- Jaromir Jagr: 1998/99
- Sidney Crosby: 2006/07

Trofeo James Norris
- Randy Carlyle: 1980/81

Trofeo Lady Byng
- Rick Kehoe: 1980/81
- Ron Francis: 1994/95, 1997/98

Trofeo Lester B. Pearson
- Mario Lemieux: 1985/86, 1987/88, 1992/93, 1995/96
- Jaromir Jagr: 1998/99, 1999/00
- Sidney Crosby: 2006/07

Trofeo Lester Patrick
- Joe Mullen: 1994/95
- Mario Lemieux: 1999/00
- Craig Patrick: 1999/00
- Herb Brooks: 2001/02

Trofeo Mark Messier
- Sidney Crosby: 2009/10

Trofeo Maurice Richard
- Sidney Crosby: 2009/10

NHL Plus/Minus Award
- Mario Lemieux: 1992/93
- Ron Francis: 1994/95

MVP del Partido de las Estrellas de la NHL
- Greg Polis: 1973
- Mario Lemieux: 1985, 1988, 1990

## Estadísticas
Temporada

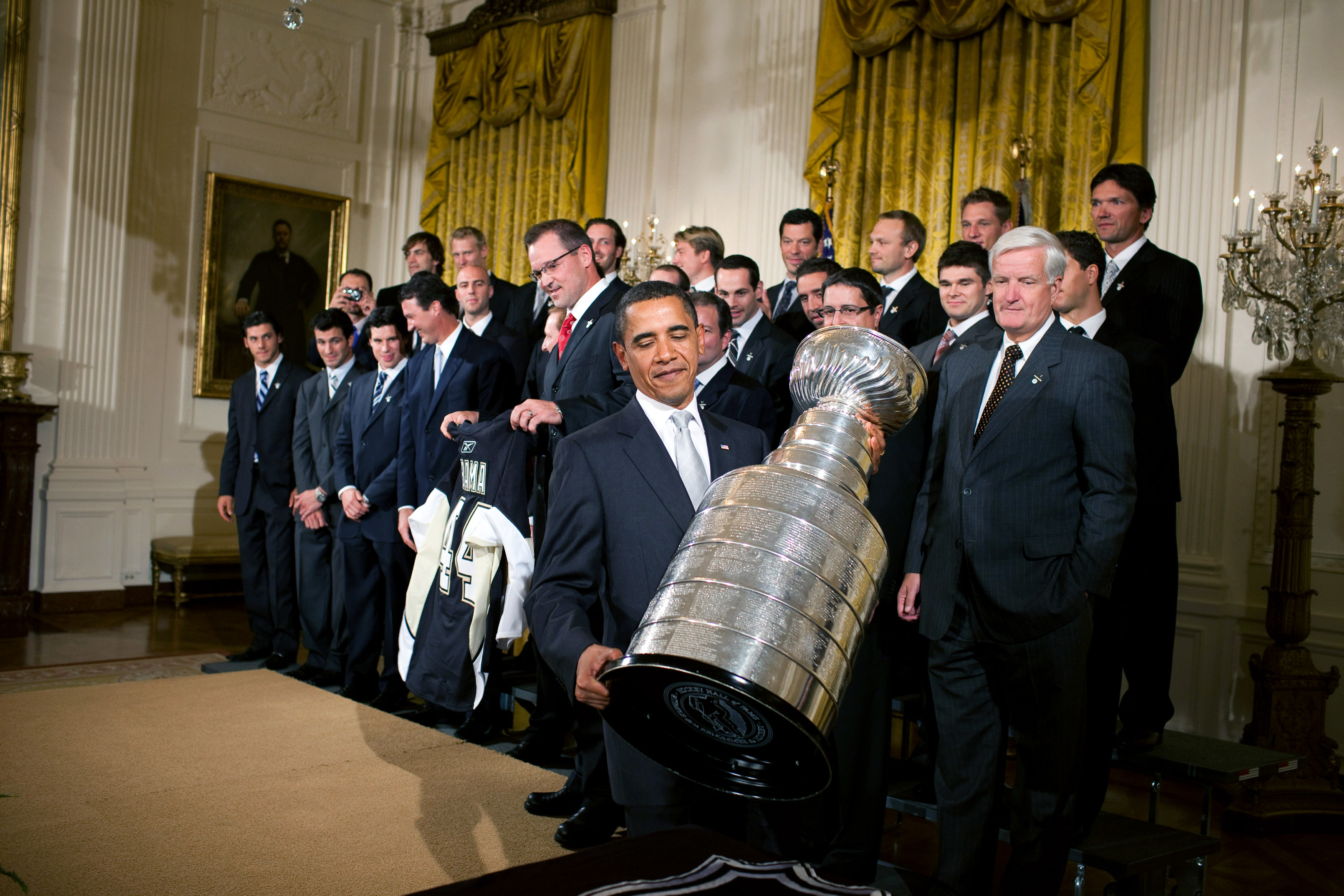
El presidente de Estados Unidos, Barack Obama, recibe al equipo campeón de la temporada 2008/09.

- Más goles en una temporada: Mario Lemieux, 85 (1988/89)
- Más asistencias en una temporada: Mario Lemieux, 114 (1988/89)
- Más puntos (goles más asistencias) en una temporada: Mario Lemieux, 199 (1988/89)
- Más minutos de sanción en una temporada: Paul Baxter, 409 (1981/82)
- Más puntos en una temporada como defensa: Paul Coffey, 113 (1988/89)
- Más puntos en una temporada como novato: Sidney Crosby, 102 (2005/06)
- Más victorias en una temporada: Tom Barrasso, 43 (1992/93)

Playoff
- Más goles en playoff: Kevin Stevens, 17 (1990/91)
- Más asistencias en playoff: Mario Lemieux, 28 (1990/91)
- Más puntos (goles más asistencias) en playoff: Mario Lemieux, 44 (1990/91)
- Más puntos en playoff como defensa: Larry Murphy,23 (1990/91)
- Más victorias en playoff: Tom Barrasso, 16 (1991/92) y Marc-Andre Fleury, 16 (2008/09)
- Menor porcentaje de goles en contra en playoff: Ron Tugnutt, 1.77 (1999/00)
- Mayor porcentaje de goles a favor en playoff: Ron Tugnutt, .945% (1999/00)